# Piccard Cove
Die Piccard Cove ist eine Bucht an der Danco-Küste des Grahamlands im Norden der Antarktischen Halbinsel. Sie bildet den südlichsten Teil der Wilhelmina Bay.
Kartiert wurde sie bei der Belgica-Expedition (1897–1899) unter der Leitung des belgischen Polarforschers Adrien de Gerlache de Gomery. Das UK Antarctic Place-Names Committee benannte sie 1960 nach dem Schweizer Physiker, Stratosphären- und Tiefseeforscher Auguste Piccard (1884–1962), der in einem wasserstoffgefüllten Ballon am 27. Mai 1931 mit 15785 m einen neuen Höhenweltrekord aufgestellt hatte.